# Castiglione di Sicilia
Castiglione di Sicilia (Castigghiuni in siciliano) è un comune italiano di 2 833 abitanti della città metropolitana di Catania in Sicilia.
La cittadina fa parte del circuito dei borghi più belli d'Italia e il territorio del comune di Castiglione di Sicilia è stato dichiarato di "notevole importanza pubblica" (decreto regionale 21 giugno 1994).

## Geografia fisica

### Territorio
Castiglione è ubicata su una collina situata sul versante nord dell'Etna, nel bel mezzo della Valle che il fiume Alcantara solca tra Randazzo e Taormina; è uno dei comuni del Parco dell'Etna e del Parco fluviale dell'Alcantara. Dista 50 km da Catania e 60 km da Messina. Altre aree protette sono parte del territorio comunale: Pineta di Linguaglossa, Dammusi, Fascia Altomontana Etna, Contrada Sorbera e Contrada Gibiotti.

## Storia

### Dalla preistoria all'Impero Romano
Alcuni scavi archeologici in contrada San Nicola nei pressi del fiume Alcantara, come numerosi altri sporadici rinvenimenti, tra cui tombe, palmenti, fortini, dimostrano che l'intera valle era densamente popolata nel neolitico e soprattutto nell'età del bronzo. Molte grotte scavate nell'arenaria erano adibite ad abitazione o a tomba, come quelle di contrada Orgale, dove è ancora visibile un villaggio preistorico, via XXIV maggio, Contrada Balsamà. Successivamente invece, dovettero spostarsi sul colle dell'odierno paese minacciati da altri popoli, e fondarono un nuovo villaggio.
Nel 710 a.C. i Greci risalirono il fiume Akesine (oggi Alcantara) e si accamparono in contrada Tirone. In seguito giunsero nel villaggio indigeno, che occuparono come fortezza. Verso il 705 a.C. partirono per Randazzo. In epoca romana la città è stata occupata ai piedi del colle come accampamento e dopo fu occupata dai Greci-Bizantini e dagli Arabi che allevarono i coccodrilli nel fiume Akesine.

### Età medioevale

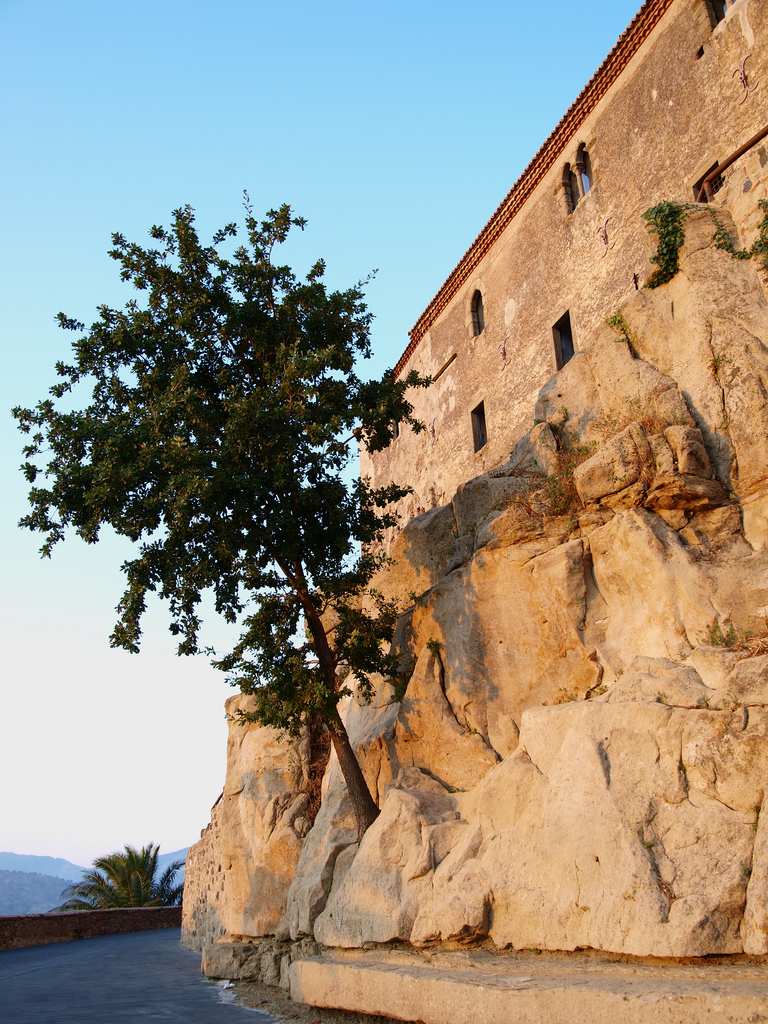
Il castello di Ruggiero di Lauria

Castel Leone arrivò al suo massimo splendore dopo la cacciata degli Arabi da parte dei Normanni e furono edificate le mura e il Cannizzo, una torre di vedetta situata all'estremità della città. Nel 1233 fu nominata da Federico II "Città Animosa", e usò il castello come residenza estiva. Nel 1282 con i Vespri Siciliani Castel Leone passò all'ammiraglio Ruggero di Lauria che appoggiava Pietro d'Aragona, ma fu passato a Giacomo d'Aragona. Nel 1297 Federico III d'Aragona venne di persona a porvi l'assedio da Francavilla a sud e da contrada Sciambro a nord-ovest. Dopo un po' gli assediati si arresero e Federico entrò trionfante dalla porta del Re. Dopo due anni Ruggero si impossessò di nuovo della città, ma per poco tempo perché Federico mentre andava a Randazzo venne a sapere che la rocca era indifesa e allora assediò le mura dalla piana di Cerro e le conquistò, ma con la declina potenza del Lauria decadde l'importanza di Castel Leone. Venne assegnato come feudo a Giovanni, duca di Randazzo, e venne ribattezzata Castiglione.

### Dal 1600 al 1900
La città fu teatro di numerose carestie e nel 1636 si fondò il Peculio, un'istituzione che permetteva di comprare il frumento che sarebbe stato venduto nei momenti di crisi. Sono nati anche diversi ordini monastici come gli Agostiniani che fondarono il monastero nell'anno Mille, i Carmelitani che costruirono l'odierno oratorio, i Cassinesi, la cui abbazia si trovava vicino alla chiesa di San Nicola e le Benedettine che gestivano un orfanotrofio.

### XX e XXI secolo
Castiglione versò sangue durante la prima guerra mondiale, ma ancora di più nella seconda, dove un reparto tedesco con un cingolato uccise 16 civili e saccheggiò molte abitazioni. Il presidente della Repubblica nel 2002 ha conferito una medaglia di bronzo al merito civile, poiché è stata la prima città italiana ad essere stata occupata brutalmente dai tedeschi in fuga dagli alleati appena sbarcati in Sicilia. Tra le vittime si ricordano: Francesco Cannavò, Giuseppe Carcipolo, Antonino Calano, Nunzio Costanzo, Giovanni Grifò, Giovanni Damico, Francesco Di Francesco, Salvatore Di Francesco, Giuseppe Ferlito, Vincenzo Nastasi, Salvatore Portale, Santo Purello, Giuseppe Rinaudo, Carmelo Rosano, Giuseppe Seminara. 
Nel 2023 il comune è stato sciolto per infiltrazioni mafiose.

## Monumenti e luoghi d'interesse

### Architetture religiose

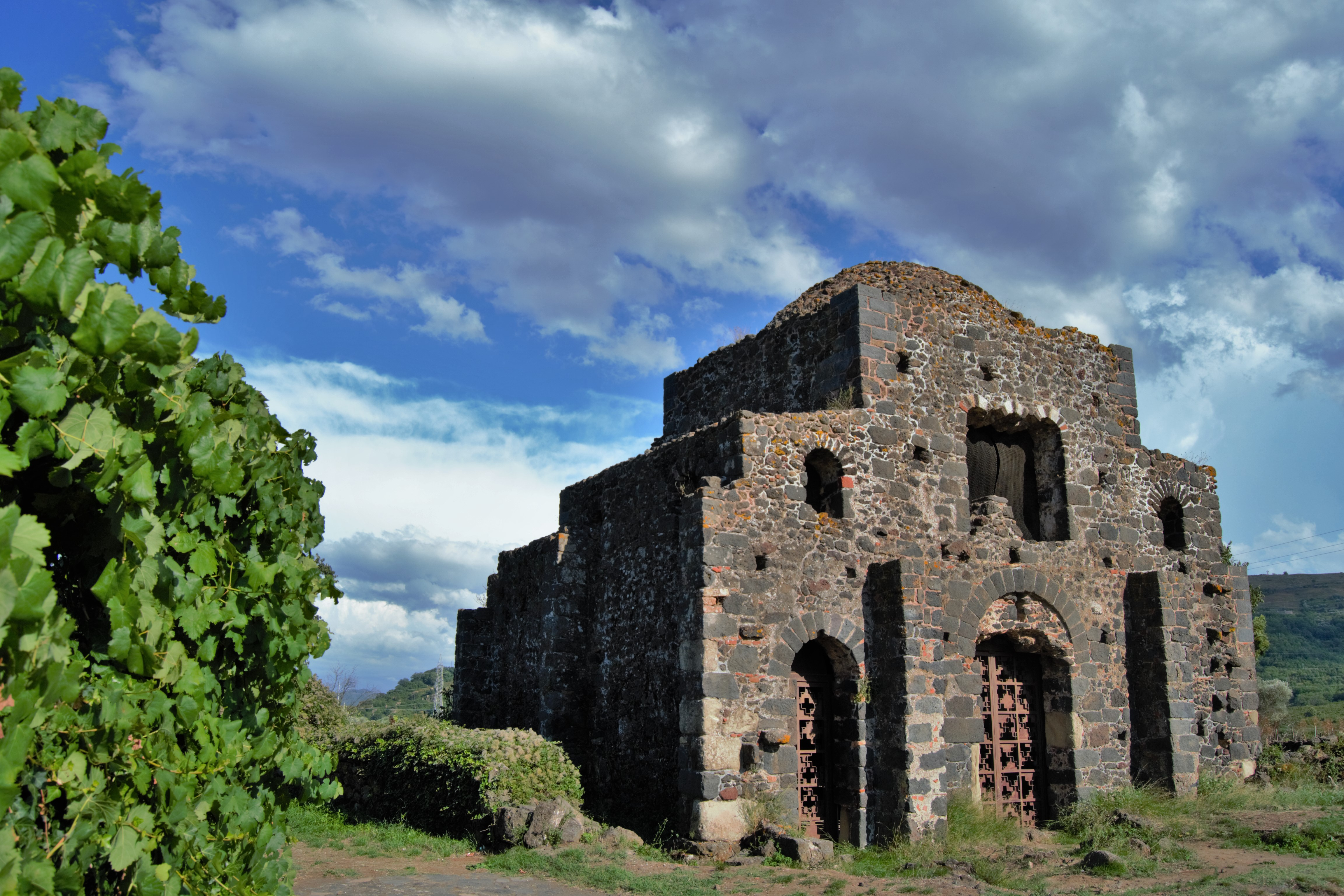
La cuba bizantina di Santa Domenica

- Cuba di Santa Domenica: nei pressi di Castiglione si trova Santa Domenica, forse la più importante cuba bizantina presente in Sicilia, monumento nazionale dal 1909[6]. L'edificio ha dimensioni maggiori rispetto alle caratteristiche tipiche della cuba. Internamente era ricco di affreschi di fattura bizantina, oggi perduti. La facciata è caratterizzata da una grande trifora e l'interno è arricchito da volte a crociera.
- Chiesa di San Nicola: la facciata si presenta con un portaletto avente l'arco a sesto acuto, i cui piedritti in arenaria sono consumati dal tempo, in alto un campanile a vela, sotto questo, al posto della finestrella cruciforme, tipica del Romanico, è stato inserito, forse in un restauro, un rosone con all'interno un motivo cruciforme. Sul retro, l'abside semicilindrico on finestrella; ai lati due portaletti, quello sinistro con arco a sesto acuto è ben conservato, quello destro, angusto e poco visibile; ognuno dei due portaletti è sormontato da finestrelle in arenaria, ben conservate e altrettanto ben sagomate. Al suo interno, sotto gli intonaci sono stati scoperti affreschi raffiguranti il Cristo Pantocratore e gli Apostoli[7].
- Chiesa dei Santi Pietro e Paolo
- Basilica di San Giacomo e di Maria Santissima della Catena, elevata nell'ottobre del 1985 da papa Giovanni Paolo II alla dignità di basilica minore.[8]
- Chiesa di Sant'Antonio Abate, sede del Museo Santi Pietro e Paolo.
- Chiesa di San Marco
- Chiesa di San Giuseppe e Cripta funeraria
- Chiesa del Carmine e convento dell'Ordine carmelitano (1569 - 1866)
- Torre di Guardia e Chiesa di San Vincenzo

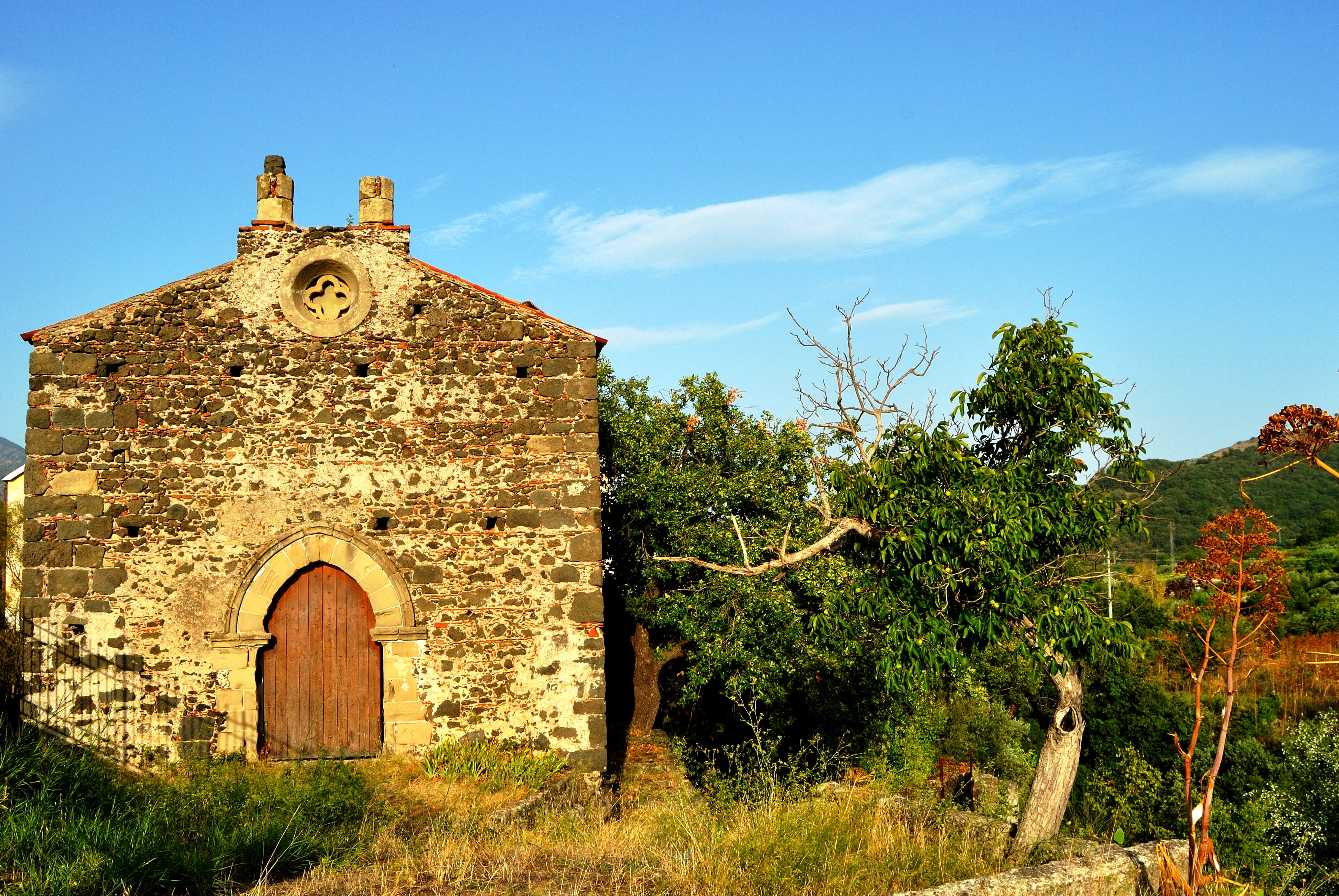
Chiesa di San Nicola
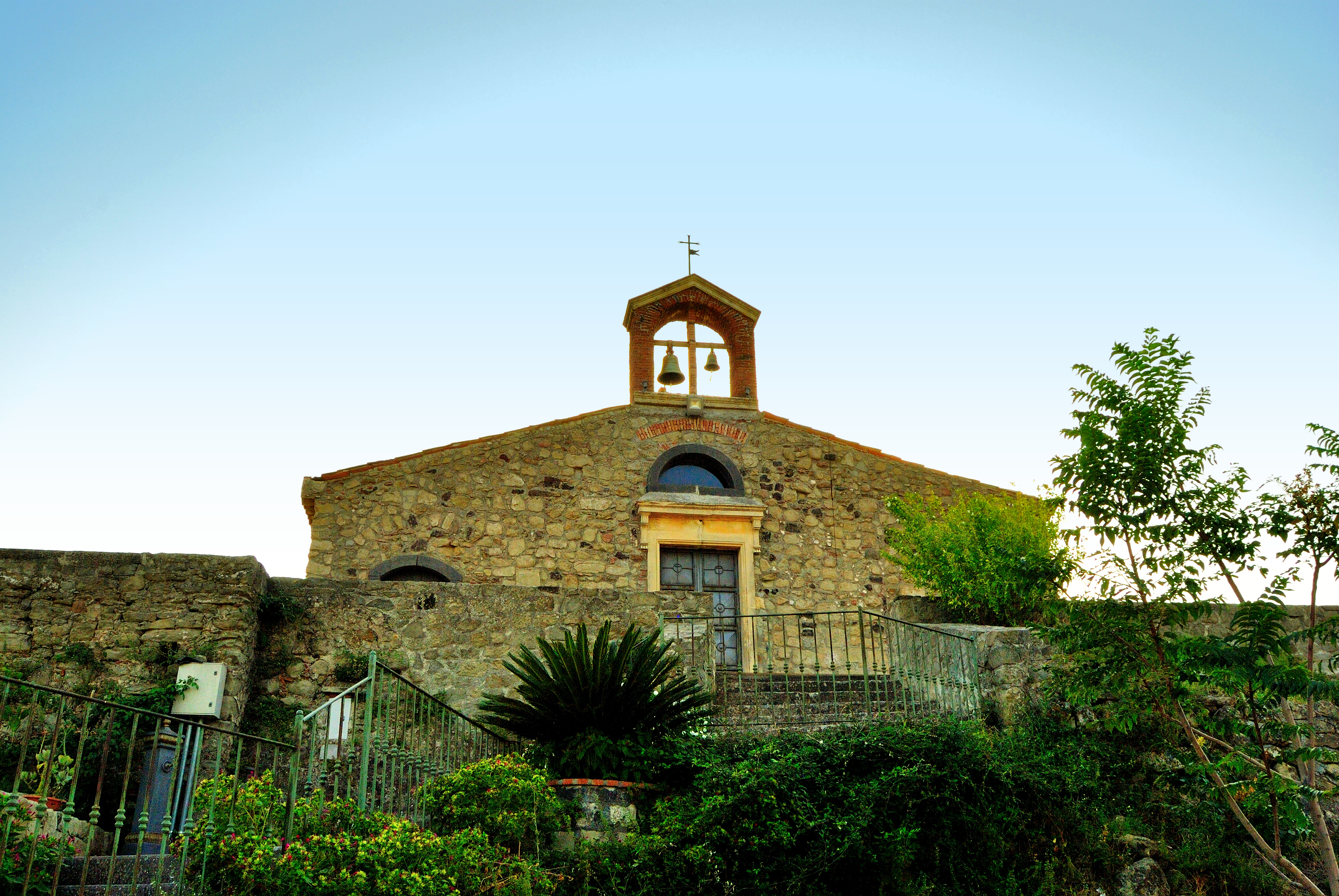
Chiesa San Vincenzo e Cannizzu
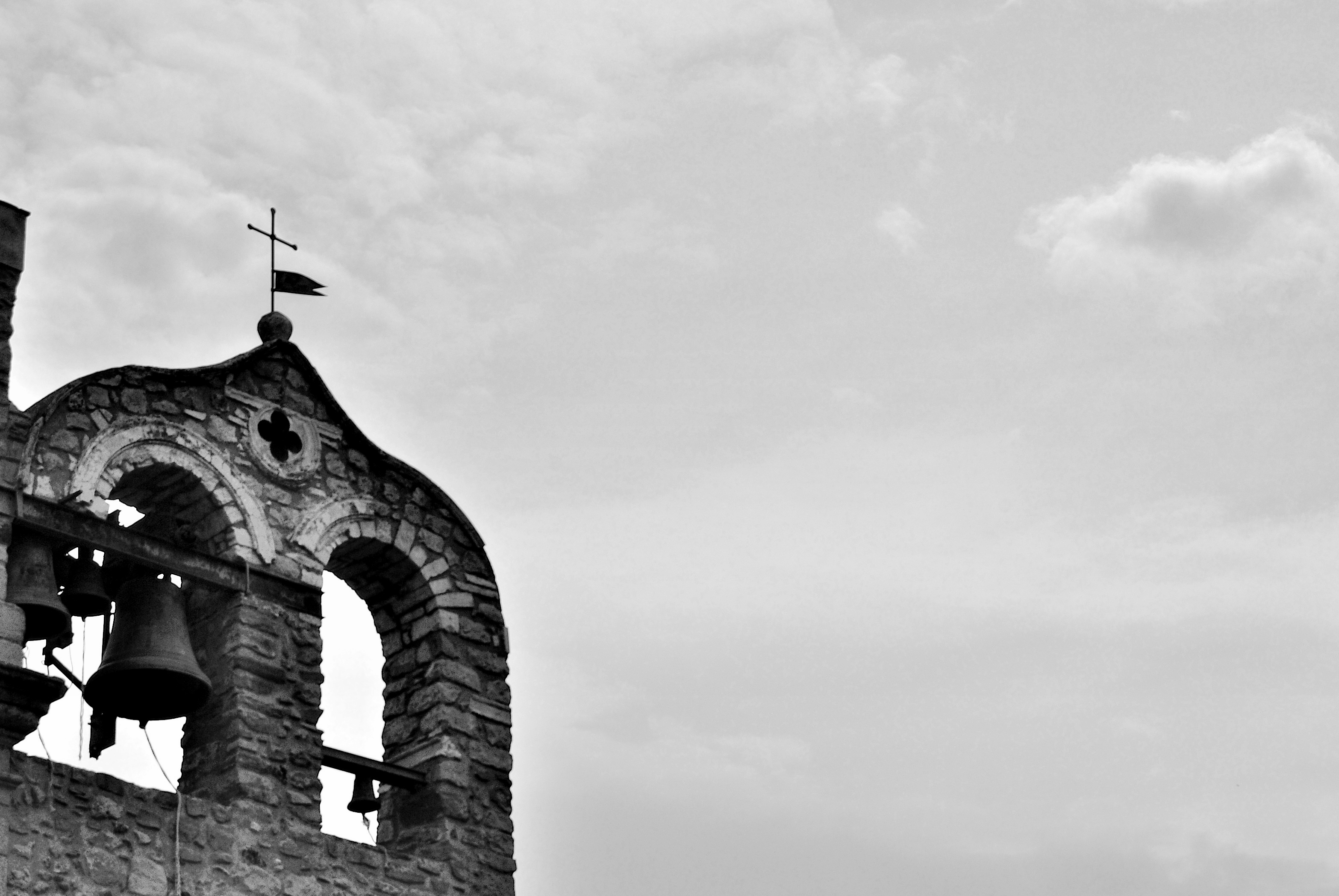
Campanile della chiesa di Santa Maria
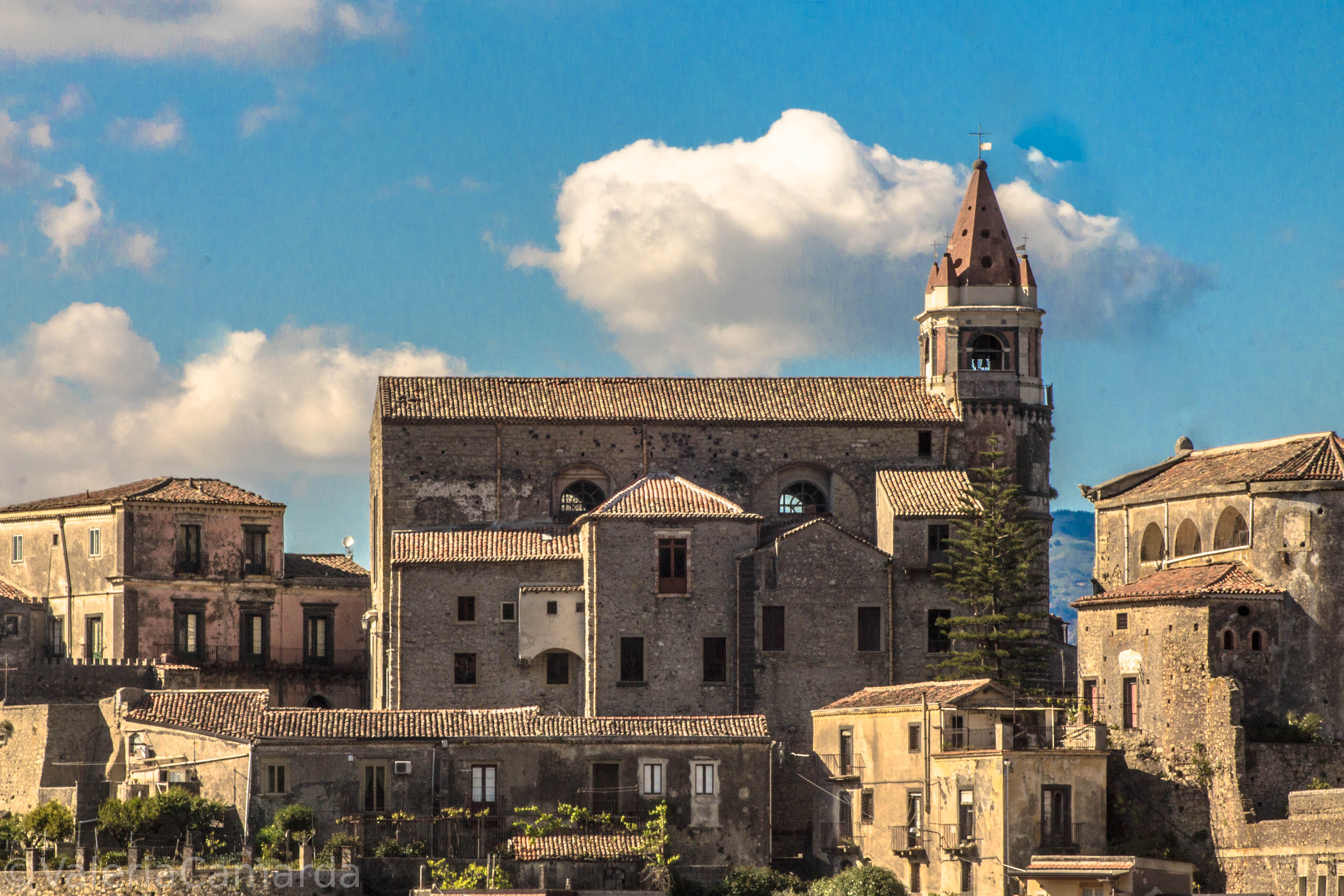
Chiesa dei Santi Pietro e Paolo
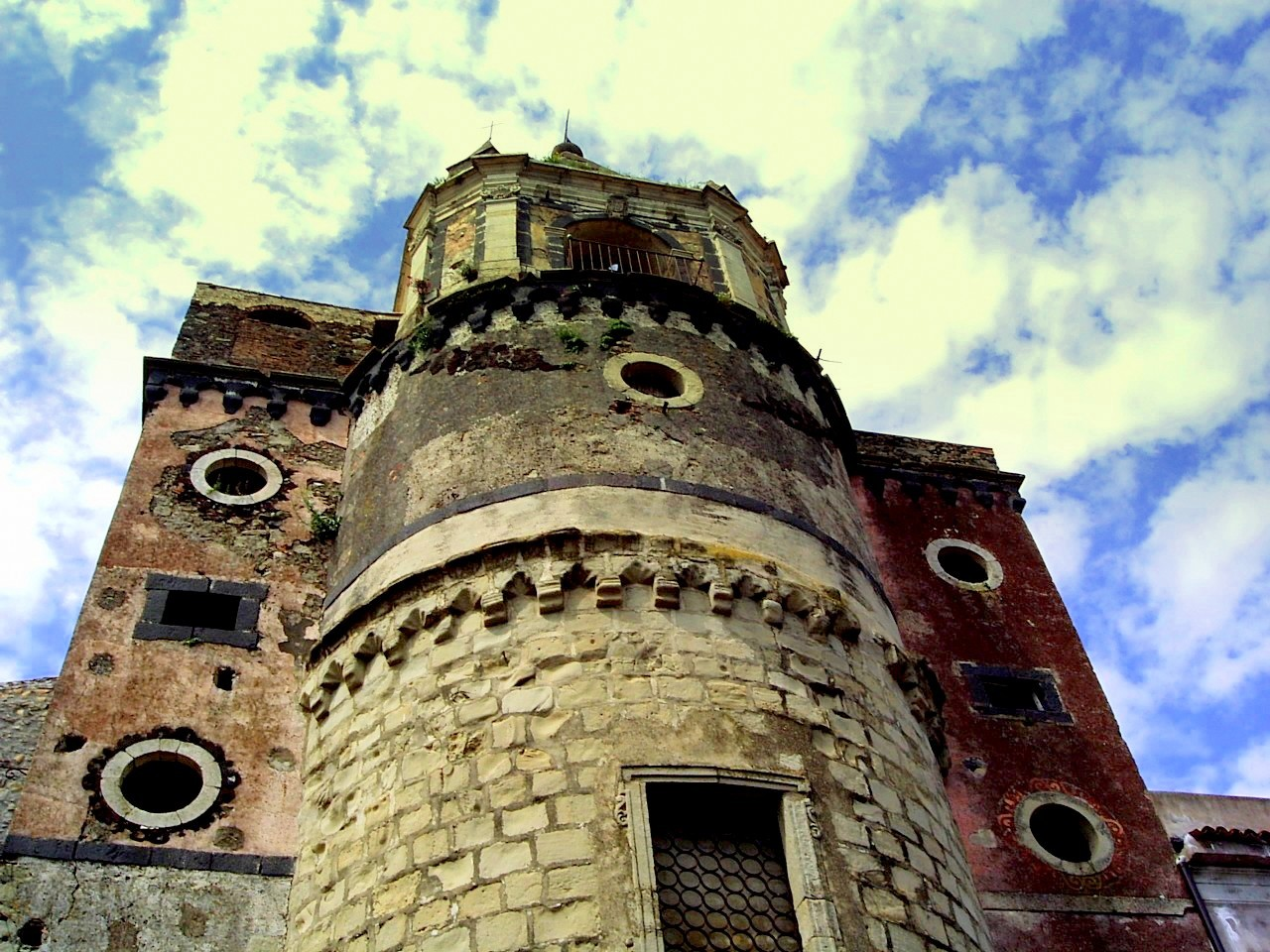
Campanile della chiesa dei Santi Pietro e Paolo
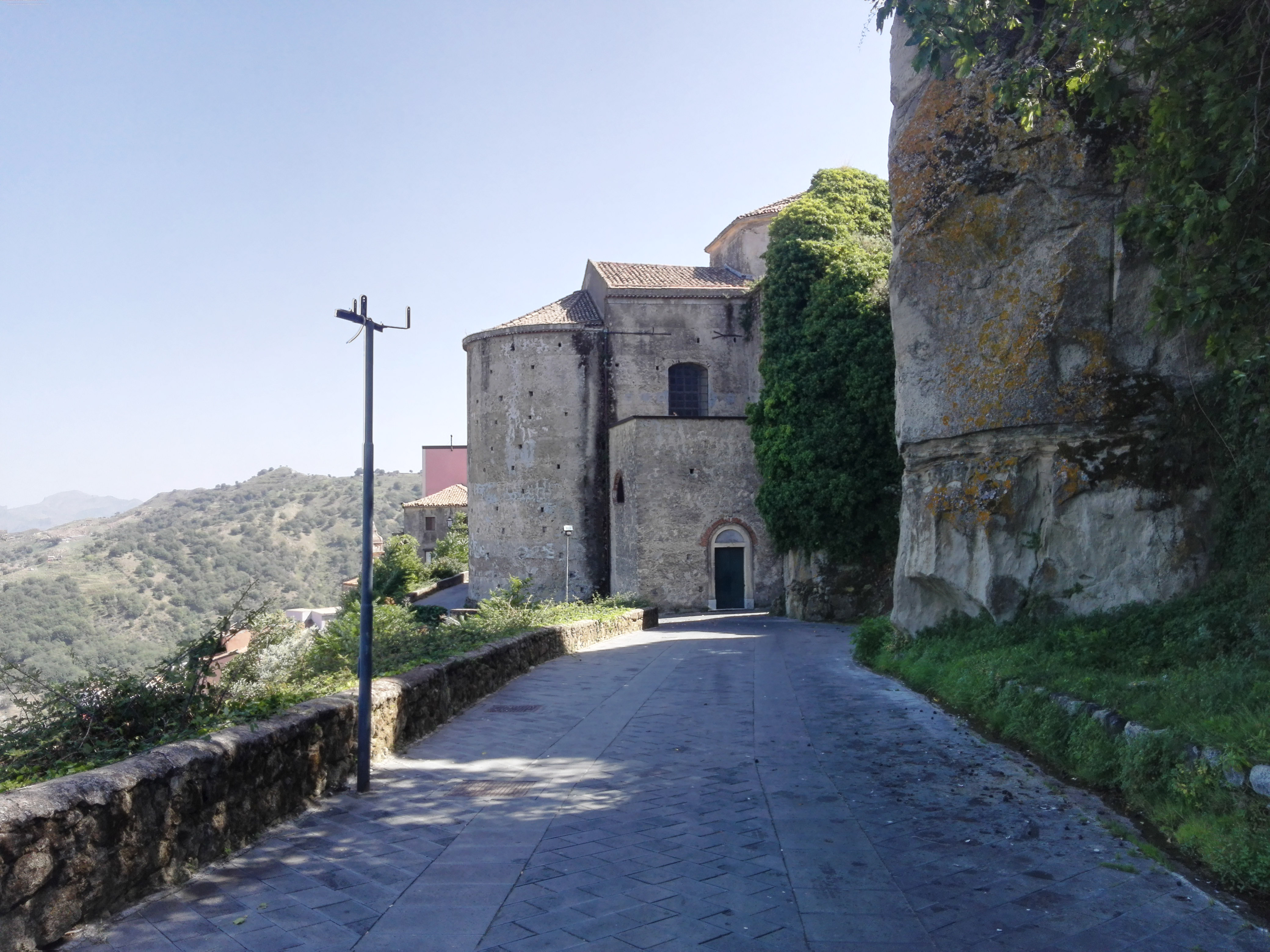
Basilica della Madonna della Catena
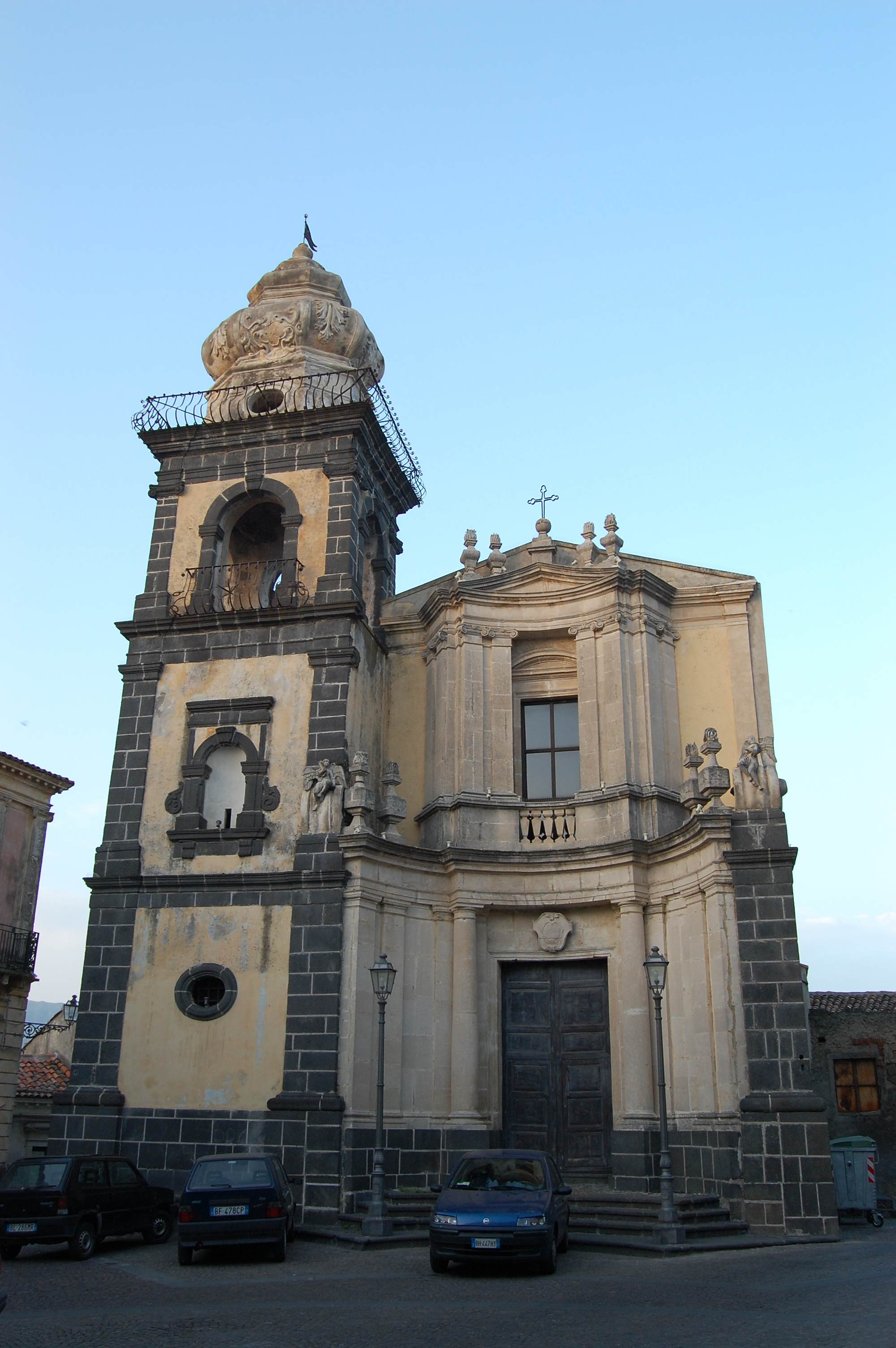
Chiesa di Sant'Antonio

### Architetture militari
- U Cannizzu[9] è dislocato proprio in uno dei siti più incantevoli del paese, coronato dalle grotte sottostanti e dal borgo dietro di esso. La torre è fatta di arenaria ed è leggermente più larga alla base ed è alta circa sei metri per un diametro di tre. La sua origine risale tra il XII e il XIV secolo e si trovava fuori le mura di cinta della città e fu la prima roccaforte ad essere espugnata da Federico III re di Sicilia, quando nel 1301 riconquistò il feudo, togliendolo a Ruggiero di Lauria. Essa, molto probabilmente, faceva parte di una fortificazione più complessa, detta Cittadella, ed era sicuramente un posto di vedetta. Da quella posizione si domina, infatti, l'intera alta valle dell'Alcantara. Il destino volle che fu colpita da un fulmine e divisa a metà, Oggi resta la cicatrice di cemento costruita per non far crollare la struttura.
- Castelluccio

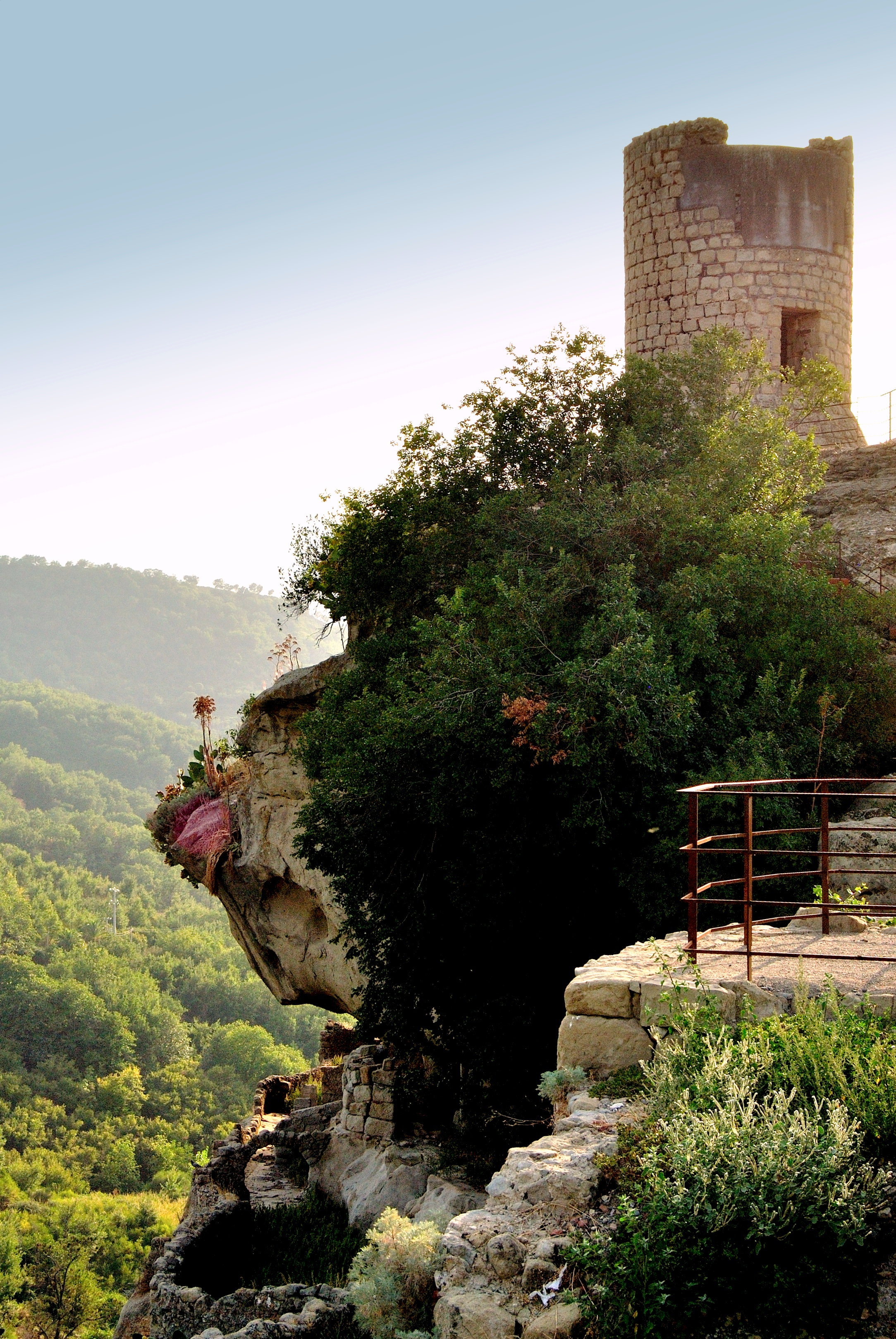
Torre "U Cannizzu" e sottostante camminamento
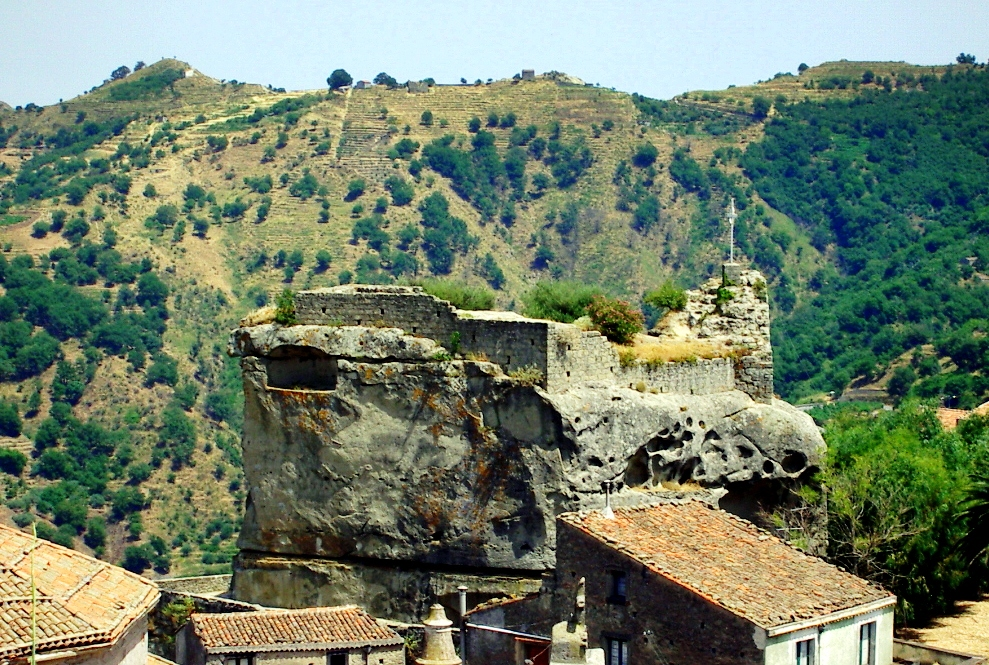
Castelluccio

## Feudatari di Castiglione
- Nel 1283, re Pietro III d'Aragona ricompensò Ruggero di Lauria delle vittorie riportate, offrendogli lo stato di Castiglione. Possedimento toltogli nel 1303 da Federico III di Sicilia, causa la sua ribellione, per destinarlo in dote ad Eleonora d'Angiò, divenuta sua moglie; successivamente dopo la morte del Re avvenuta nel 1377, la Signoria di Castiglione passò a:
- Giovanni D'Aragona, duca di Randazzo; morì a Mascali, gli succedette nei domini il figlio.
- Federico d'Aragona, morto nel di 1355, ereditò i suoi possedimenti la sorella.
- Costanza d'Aragona, sposa di Enrico Statella, signore di Limina e di Castania.
- Con Berardo Spatafora, Castiglione fu accorpata al Demanio da re Federico III, che concesse a
- Blasco Alagona la Capitania, con il diritto di giudicare le cause civili e criminali, ciò implicava una vera e propria signoria.
- Costanza D'Aragona (1361), dopo essersi sposata con Federico IV, ebbe in dote Castiglione; successivamente, nel 1373, il Re sposando in seconde nozze Antonietta del Balzo, concessione dello Stato di Castiglione, come dotario o camera reginale, e poi l'assegnò a:
- Pirrono I Gioeni, protonotaro del Regno, sposo di una figlia di Blasco Alagona. Morto nel 1394.
- Enrico Rosso, ne divenne signore per avere fatto scambio con Pirrono Gioeni, cedendogli la contea di Aidone, da lui posseduta. Perse il dominio di Castiglione per essersi ribellato al re, riprendendone il possesso dopo la morte del sovrano
- I Gioeni riebbero tutti i diritti, dopo aver avuto liti e pagato somme consistenti.
- Calcerando di Villanova, ebbe il possesso per breve tempo, la concessione gli fu data da Re Martino, il quale lo fece poco dopo sostituire da:
- Giovanni Silvestri, al quale i cittadini si ribellarono; dopo quest'agitazione, Castiglione e le sue terre passarono per donazione dello stesso Re nel 1397 a Bartolomeo II Gioeni e Alagona, che ricopriva l'incarico di cancelliere del Regno, successivamente ne divenne protonotaro.
Sposò in prime nozze Leonora Ventimiglia; successivamente nel 1402, Giovannella D'Aragona, nipote del Re Federico IV.
Re Martino, fautore di questo secondo matrimonio volle dimostrare, così, la sua gratitudine a Bartolomeo Gioeni per dei servizi che gli aveva reso.
- Pirrono II Gioeni e Ventimiglia, gli succedette il figlio.
- Bartolomeo III Gioeni che fu sposo di Leonora Larcan. Egli ottenne il privilegio d'inquartare le armi che simboleggiavano la sua famiglia, con quelle della casa reale d'Aragona; nel 1443, dal re Alfonso di Castiglia, egli aveva acquistato il mero e misto imperio, con la giurisdizione civile e criminale. Ebbe erede il suo primogenito.
- Pirrucchio I Gioeni e Larcan, che sposò, Giovanna Cruillas e successivamente Caterina Periglios. Morì nel 1494.
- Bartolomeo IV Gioeni e Periglios. Il padre gli fece sposare ancora giovane la figlia del conte di Geraci; morto il padre, ottenne l'annullamento del matrimonio e sposò Antonella Ferrari. Morì nell'anno 1517.
- Gian Tommaso I Gioeni e Ferrari. Ebbe sei figli da sua zia Eleonora Gioeni, che sposò. Pirrucchio fu il primogenito, conte di Novara, Lorenzo, Barone di Aidone, Carlo, Consalvo, Antonia e Margherita. Ottenne dalle gerarchie ecclesiastiche di Messina, nell'anno 1524, il privilegio del jus patronatus, in altre parole il diritto di presentare l'arciprete e l'abate della Santissima Trinità. Castiglione divenne marchesato sotto il suo dominio. Morì nel 1548.
- Pirrucchio II Gioeni e Gioeni. Divenne Conte di Novara e Marchese di Castiglione dopo la morte del padre. Essendo morto senza figli, gli succedette il fratello.
- Lorenzo Gioeni e Gioeni, già barone di Aidone; così che gli stati di Novara, Aidone e Castiglione, divennero un unico dominio. Sposò Caterina Cardona ed ebbe i figli Giovanni e Tommaso.
- Giovanni Gioeni e Cardona, sposò Caterina Tagliavia e Aragona, da cui ebbe Alfonso, che morì senza figli, per cui gli succedette:
- Tommaso Gioeni e Cardona, fratello di Giovanni. Fu il primo principe di Castiglione, investito da Filippo III d'Austria, Re di Spagna e di Sicilia nel 1602. Aveva così diritto di voto nel Parlamento Siciliano. Nel 1610, acquistò il mero e misto imperio su Castiglione, Novara e Aidone. Concessione che determinò successivamente il riscatto, come narra Preximone. Egli sposò Susanna di Bologna e fu uno dei dodici pari del Regno.
- Giuseppe Gioeni e di Bologna secondo principe, sposò Elisabetta Barresi, morto senza figli, gli succedette il fratello.
- Lorenzo Gioeni e di Bologna, sposo di Antonia Avana, nel 1641, ereditò il principato alla figlia Isabella, moglie di Marco Antonio Colonna, Principe di Paliano.
- Marcantonio Colonna ebbe erede il figlio.
- Lorenzo Onofrio Colonna Gioeni e Cardona (1655), sposo di una nipote del cardinal Mazzarino.
- Filippo Colonna Gioeni e Cardona (1689).
- Fabrizio Colonna Gioeni e Cardona (1721).
- Lorenzo Colonna Gioeni e Cardona (1756) morì nel 1779.
- Filippo Colonna Gioeni e Cardona Gran Contestabile (1783). Con Filippo si estinse il ramo dei Gioeni in Castiglione, gli succedette la figlia.
- Margherita Colonna Gioeni, che sposò Giulio Cesare Rospigliosi,(1803). Con questo matrimonio, entravano nel principato di Castiglione, a pieno titolo, i Rospigliosi.

## La ragazza tutta blu
Gaetana Agata Nastasi fu una ragazza nata a Castiglione di Sicilia il 2 marzo 1914, morta il 4 aprile 1926 nel convento Santa Rosalia di Acireale. Orfana di padre Antonio Nastasi castiglionese deceduto nella prima guerra mondiale, venne affidata alle suore di un convento di Acireale dove morì prematuramente per cause sconosciute nel giorno della Santa Pasqua negli istanti post morte la sua pelle assunse un colore blu su tutto il corpo che venne interpretato come segno di santità tanto che il vescovo la dichiarò venerata e dispose che la salma venisse seppellita in una chiesa acese anziché la consegna alla madre Carmela Dicarlo e conseguente sepoltura a Castiglione. Attualmente un comitato locale affiancato da un parente della ragazza Mario Giuffré chiede la beatificazione.

## Società

### Evoluzione demografica
Abitanti censiti

## Cultura

### Media e Telecomunicazioni
Radio Tele Alcantara (RTA) fu una rete televisiva e radiofonica in attività negli anni ottanta e novanta, creata dalla Cooperativa Nuova Alcantara sita nel paese. Si occupò di notizie, cronaca, eventi di sport e di spettacolo non solo locali ma riguardanti l'intera Valle dell'Alcantara (da cui il nome).
Il logo della rete televisiva raffigurava la Torre du Cannizzu. Rodolfo Amodeo, Velinda Magro, Maria Pavone furono alcuni volti della rete.
La Radio, che trasmetteva sia musica che notiziari su frequenza 82,20 (0,1 Kw), emettava da via Abate Coniglio.

### Foto Astronomica
Astronomy Picture of the Day, In data 15 settembre 2022, la NASA pubblica online come Foto Astronomica del Giorno, uno scatto su Castiglione con un Plenilunio rosso dal titolo Harvest Moon over Sicily (Luna del Raccolto sulla Sicilia), scattata il 9 settembre da Dario Giannobile. link foto
Spiegazione: Per gli abitanti dell'emisfero settentrionale, la Luna Piena di settembre era la Luna del Raccolto, riflettendo tonalità calde al tramonto si erge sulla storica città di Castiglione di Sicilia in questa vista teleobiettivo del 9 settembre. Famoso per festival, storia e canzone Harvest Moon è solo il nome tradizionale della luna piena più vicina all'equinozio d'autunno. Secondo la tradizione il nome è appropriato, nonostante la diminuzione delle ore diurne mentre la stagione di crescita volgeva al termine, gli agricoltori potevano raccogliere i raccolti(vendemmiare) alla luce di una luna piena che splendeva dal tramonto all'alba. 
Robert Nemiroff, NASA

### Videogioco
Mafia: Terra Madre (Mafia: The Old Country), è un videogioco sviluppato dai californiani Hangar 13, questi hanno fatto dei sopralluoghi anche in Castiglione e nelle sue zone rurali per poi usare il materiale fotografico come sample design per ricreare la Sicilia del '900.

## Amministrazione
Di seguito è presentata una tabella relativa alle amministrazioni che si sono succedute in questo comune.
| Periodo        | Periodo        | Primo cittadino                                | Partito                                               | Carica                  | Note   |
| -------------- | -------------- | ---------------------------------------------- | ----------------------------------------------------- | ----------------------- | ------ |
| 6 luglio 1988  | 21 giugno 1993 | Vincenzo Grasso                                | Democrazia Cristiana                                  | Sindaco                 | [ 20 ] |
| 21 giugno 1993 | 28 maggio 2002 | Concetto Bellia                                | centro-sinistra                                       | Sindaco                 | [ 20 ] |
| 28 maggio 2002 | 15 maggio 2007 | Salvatore Vincenzo Barbagallo                  | lista civica                                          | Sindaco                 | [ 20 ] |
| 18 maggio 2007 | 9 maggio 2012  | Claudio Scavera                                | -                                                     | Sindaco                 | [ 20 ] |
| 9 maggio 2012  | 9 giugno 2017  | Salvatore Vincenzo Barbagallo                  | lista civica                                          | Sindaco                 | [ 20 ] |
| 9 giugno 2017  | 23 maggio 2023 | Antonio Camarda                                | lista civica "Idee per Castiglione - Camarda sindaco" | Sindaco                 | [ 20 ] |
| 23 maggio 2023 | 25 maggio 2025 | Portato Mirella, Alagna Fulvio e Salerno Maria | -                                                     | Commissione Prefettizia | [ 20 ] |
| 26 maggio 2025 | in carica      | Concetto Stagnitti                             | Forza Italia                                          | Sindaco                 | [ 20 ] |

### Gemellaggi
- Killarney, dal 1989[21]
- Tauves